# Georgia
För andra betydelser, se Georgia (olika betydelser).

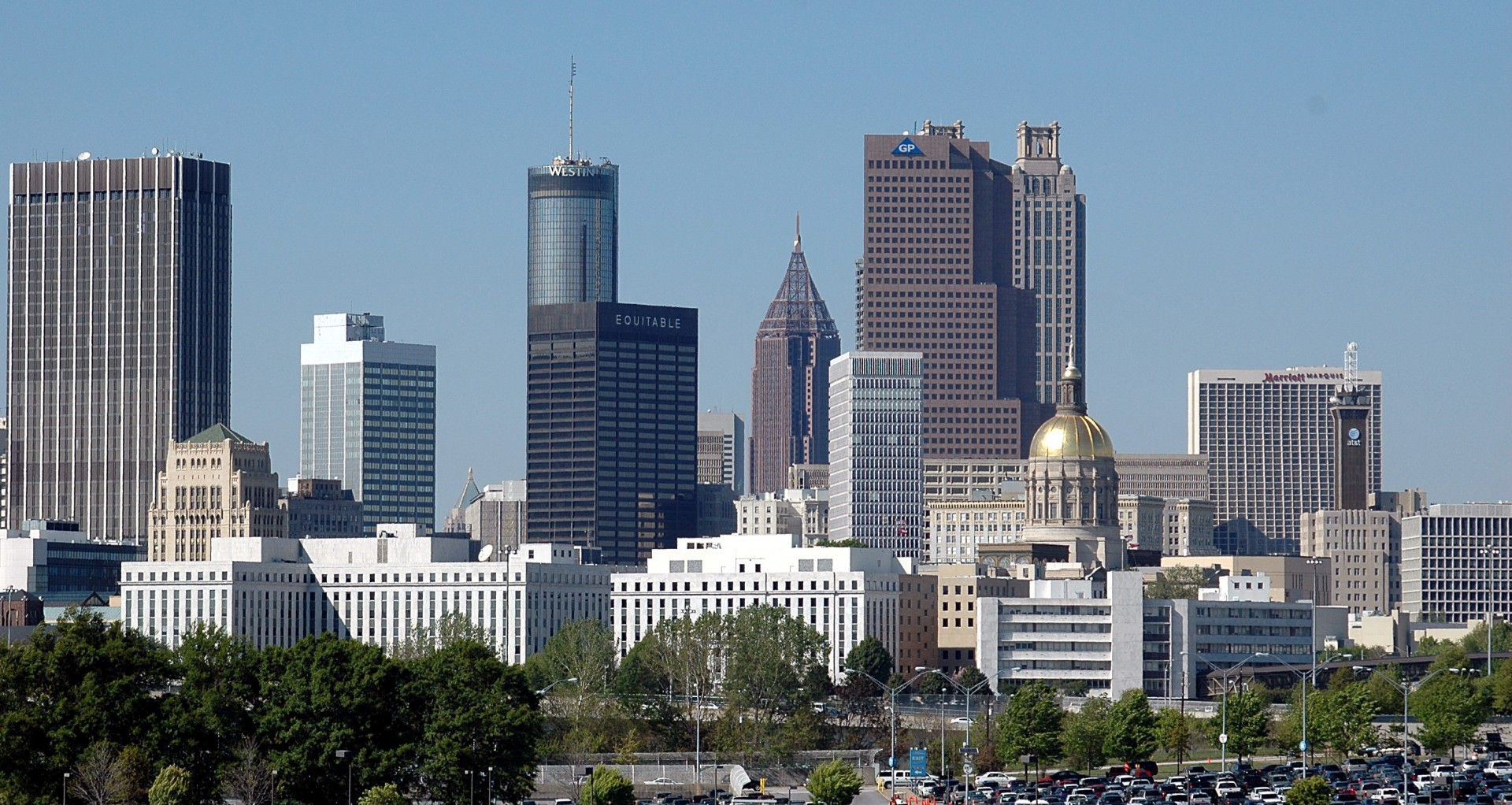

Georgia är en amerikansk delstat belägen i sydöstra USA. Georgia etablerades 1732, den sista av de ursprungliga Tretton kolonierna. Delstaten namngavs efter kung Georg II av Storbritannien, och var den fjärde delstaten att ratificera den amerikanska konstitutionen den 2 januari 1788. Man förklarade sitt utträde ur unionen den 21 januari 1861 och var en av de ursprungliga sju konfedererade staterna. Georgia var den sista delstat som återinfördes i unionen den 15 juli 1870. Med uppskattningsvis 9 829 211 invånare den 1 juli 2009 är Georgia den nionde folkrikaste delstaten. Från 2007 till 2008 rankades 14 av Georgia countyn bland landets 100 snabbast växande efter Texas. Georgia är känd som Peach State och Empire State of the South. Atlanta är huvudstad och folkrikaste stad.
Georgia gränsar i söder till Florida, i öster av Atlanten och South Carolina, i väster av Alabama och i norr av Tennessee och North Carolina. Den norra delen av delstaten ligger i Blue Ridge Mountains, en bergskedja i de vidsträckta Appalacherna. Den centrala högplatån (piemonte) sträcker sig från foten till fallinjen, där floderna forsar ner i höjd med den kontinentala kustnära slätten i den södra delen av delstaten. Den högsta punkten i Georgia är Brasstown Bald på 1 458 m, den lägsta är vid havsytan.
Med en yta på 153 909 km² är Georgia rankad på 24:e plats bland USA:s 50 delstater. Georgia är till landyta den största delstaten öster om Mississippifloden, även om det är den fjärde största (efter Michigan, Florida och Wisconsin) på den totala ytan, en benämning som inkluderar vidderna i vatten som är en del av delstatens territorium.

## Geografi
Georgia gränsar i söder mot Florida, i öst till Atlanten och South Carolina i norr mot North Carolina och Tennessee och i väst mot Alabama. Den norra delen av delstaten ligger i Blue Ridge Mountains som är en del av Appalacherna. Den högsta punkten är Brasstown Bald som är 1458 meter över havet.
Huvudstaden är Atlanta som ligger i norra centrala delarna av staten. Staten är en viktig producent av pekannötter, bomull, tobak och skogsprodukter såsom harts och terpentin.
Georgia tillhörde de stater som förklarade sig självständiga från USA och bildade Amerikas konfedererade stater under inbördeskriget. Demokratiska partiet dominerade helt delstatens politik med undantag för den så kallade rekonstruktionstiden, då delstaten befann sig under nordstatsockupation. Först 2003 fick Georgia på nytt en republikansk guvernör, den sista sydstaten att följas av denna långsiktiga trend. Partiet har innehaft posten sedan dess och dominerar numera delstatens politik.

## Större städer
De tio största städerna i Georgia (2010). 
- Atlanta - 420 003
- Augusta-Richmond County - 195 844
- Columbus - 189 885
- Savannah - 136 286
- Athens - 115 452
- Sandy Springs - 93 853
- Macon - 91 351
- Roswell - 88 346
- Albany - 77 434
- Johns Creek - 76 728

## Några kända personer från Georgia
- Luke Bryan, countrysångare
- Chandler Riggs, skådespelare
- James Brown, sångare, The Godfather of Soul (men född i South Carolina)
- Erskine Caldwell, författare
- Jimmy Carter, USA:s president 1977–1981, nobelpristagare
- Ray Charles, soulmusiker och pianist
- Lucius Clay, general
- Troy Davis, utförd under 2011, trots betydande tvivel om hans skuld
- James Dickey, författare
- Mattiwilda Dobbs, sångerska, sopran
- Dakota Fanning, skådespelerska
- Elle Fanning, skådespelerska
- Oliver Hardy, skådespelare, Helan
- Doc Holliday, spelare och revolverman
- Holly Hunter, skådespelerska
- Alan Jackson, countrysångare
- Harry James, orkesterledare, trumpetare
- Bobby Jones, golfspelare
- Martin Luther King, medborgarrättskämpe
- Joy Lauren, skådespelerska
- Little Richard, sångare
- Kyle Massey, skådespelare
- Johnny Mercer, sångtextsförfattare
- Margaret Mitchell, författare
- John Pemberton, apotekare, uppfinnare av Coca-Cola
- Otis Redding, sångare
- Julia Roberts, skådespelerska
- Kelly Rowland, sångerska, f.d. medlem av Destiny's Child, skådespelerska
- Michael Stipe, sångare i R.E.M.
- T.I., sångare
- Gwen Torrence, friidrottare, sprinter
- Ted Turner, mediamagnat, grundare och ägare av CNN (men född i Ohio)
- Chloë Grace Moretz, skådespelerska

## Sport
Professionella lag i de högsta ligorna
- NFL - amerikansk fotboll
  - Atlanta Falcons
- NBA - basketboll
  - Atlanta Hawks
- NHL - ishockey
  - Atlanta Thrashers (Laget existerar inte längre då det såldes och flyttades 2011, laget heter nu Winnipeg Jets)
- MLB - baseball 
  - Atlanta Braves
- AFL - inomhusfotboll
  - Georgia Force